# Golina (powiat Jarociński)
Golina is een dorp in het Poolse woiwodschap Groot-Polen, in het district Jarociński. De plaats maakt deel uit van de gemeente Jarocin en telt 1700 inwoners.